# Карла Боні
Карла Боні (італ. Carla Boni; 17 липня 1925, Феррара — 17 жовтня 2009, Рим) — італійська співачка.

## Життєвий і творчий шлях

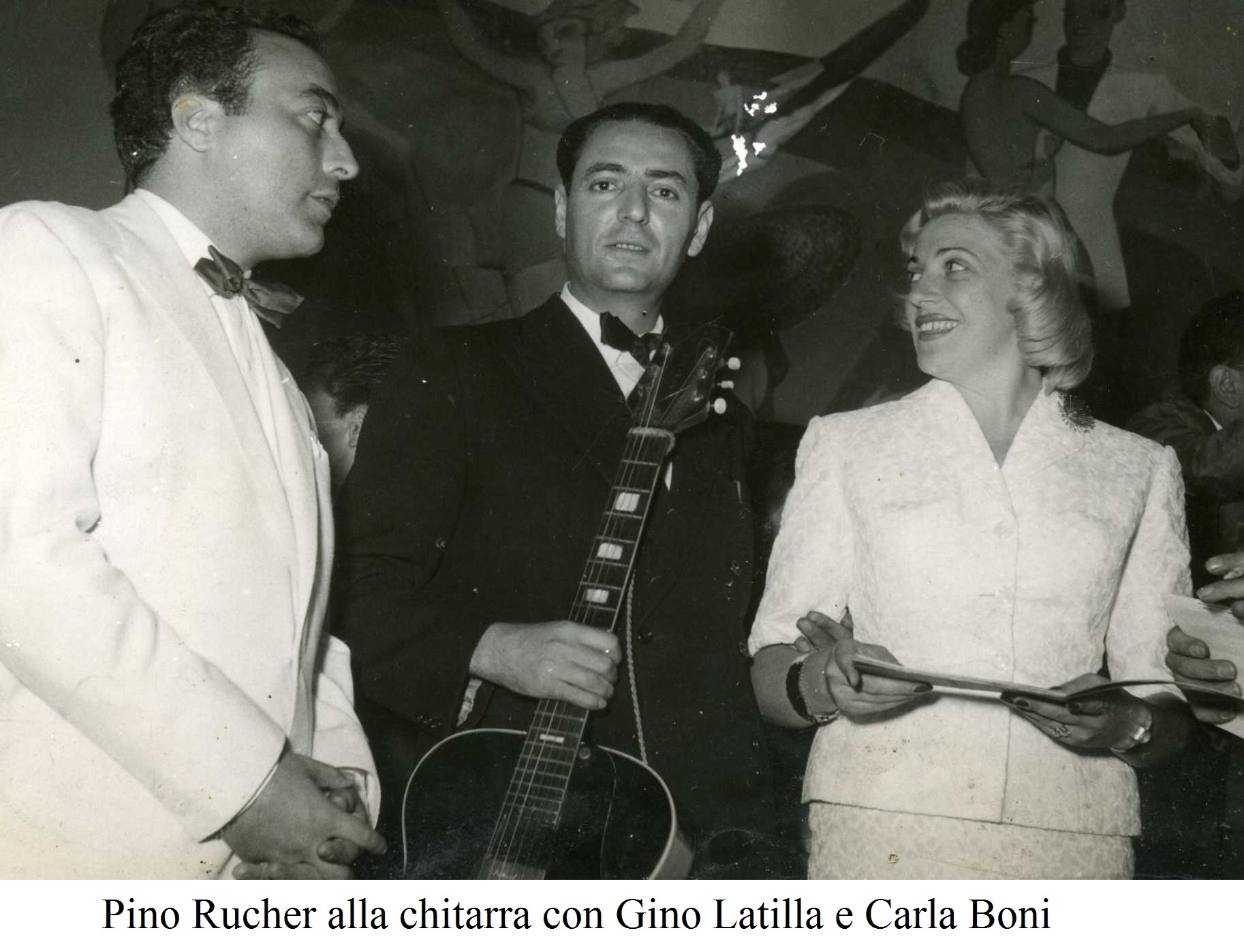
Джино Латілла, Піно Ручер, Карла Боні

Народилася в Феррарі.  З 1951 працювала солісткою радіокомпанії РАІ. У 1953 році вона виграла фестиваль Сан-Ремо з піснею «Viale d'Autunno». У 1955 році Боні виграла «фестиваль у Наполі» з піснею «E stelle 'e Napule», яку вона співала зі своїм чоловіком, Джіно Латілла. У 1956 році вона випустила нову версію пісні Mambo Italiano, що стала її найбільшим хітом. У 1957 році вона випустила пісню «Ла Касетте в Канаді». У 1980-х разом чоловіком сформувала вокальну групу, до якої входили також Нілла Піцці і Джорджіо Консоліні.
У 2009 попри хворобу вона зняла кліп на пісню «Portami in India».
Карла Боні померла в Римі після тривалої хвороби. Її похорон відбувся у церкві Санта-Марія в Монтесанто, відомій як «Церква художників».